# 西平風香
西平 風香（1992年1月11日—）是一位日本的女演員，出生於神奈川縣，身高160公分，血型O型，隸屬於プラチナムプロダクション。

## 出演

### 電視劇
- 天装戦隊 護星者 第20話（2010年6月27日、朝日電視台） - 飾演 高崎みずきの友人 役
- Q10 第3話（2010年、日本電視台） - 飾演 柴田京子
- 美咲ナンバーワン!!（2011年1月12日 - 3月16日、日本電視台） - 飾演 牧野風香
- チーム・バチスタ3 アリアドネの弾丸 最終話（2011年9月20日、関西電視台） - 飾演 佐藤美湖
- 特命戰隊Go Busters（2012年2月26日－、朝日電視台）- 飾演 仲村美穗
- 未来日記-ANOTHER:WORLD- 第2話（2012年4月28日、富士電視台） - 飾演 弓道部部長

## 外部連結
- プラチナムプロダクション 公式サイト（页面存档备份，存于）
- 〜風〜 （页面存档备份，存于） 公式ブログ